# Alan Wilkie
Alan Wilkie (Denton Burn/Newcastle upon Tyne, 1951 –) angol nemzetközi labdarúgó-játékvezető.

## Pályafutása

### Nemzeti játékvezetés
Játékvezetésből 1977-ben Newcastle-ben vizsgázott. Vizsgáját követően a Tyne and Wear megyei Labdarúgó-szövetsége által üzemeltetett labdarúgó bajnokságokban kezdte sportszolgálatát. 1981-ben asszisztens, 1982–1988 között játékvezető az Északi Ligában. Az Angol Labdarúgó-szövetség (FA) Játékvezető Bizottságának (JB) minősítésével 1984-ben a Football League Two országos partbírója, majd 1985-től játékvezetője.1988-tól a Football League One bírója. 1993-tól az Premier League játékvezetője. Küldési gyakorlat szerint rendszeres partbírói, majd 4. bírói szolgálatot is végzett. A nemzeti játékvezetéstől 2000-ben visszavonult. Országos játékvezetőként összesen: 456 mérkőzést irányított, ebből a Premier League mérkőzéseinek száma: 100.
| Időpont             | Helyszín                      | Mérkőzés típusa                 | Mérkőzés                                  | Eredmény |
| ------------------- | ----------------------------- | ------------------------------- | ----------------------------------------- | -------- |
| 1988. augusztus 27. | Field Mill Stadion, Mansfield | első Football League mérkőzése  | Mansfield Town FC–Northampton Town FC     | 1 – 1    |
| 1993. március 24.   | Elland Road Stadion, Leeds    | első Premier League mérkőzése   | Leeds United FC–Chelsea FC                | 1 – 1    |
| 2000. május 6.      | Old Trafford, Manchester      | utolsó Premier League mérkőzése | Manchester United FC–Tottenham Hotspur FC | 3 – 1    |

Emlékezetes találkozó
A nézők a mérkőzés folyamán folyamatosan szidták Éric Cantona játékát, türelmét elveszítve kungfu stílusú rúgó lábmozdulatokkal a közelében lévő nézők közé ugrott. Sportszerűtlen magatartása miatt Wilkie azonnal kiállította. Az Angol Labdarúgó-szövetség Fegyelmi Bizottsága 8 hónapra eltiltotta mindennemű labdarúgó játéktól.
| Időpont          | Helyszín              | Mérkőzés típusa         | Mérkőzés                               |
| ---------------- | --------------------- | ----------------------- | -------------------------------------- |
| 1995. január 25. | Selhurst Park, London | Premier League mérkőzés | Crystal Palace FC–Manchester United FC |

#### Nemzeti kupamérkőzések
Vezetett kupadöntők száma: 1

##### Angol labdarúgó-ligakupa
Az Angol Labdarúgó-szövetség (FA) JB szakmai munkájának elismeréseként megbízta a döntő találkozó irányításával, ahol Wendy Toms a Football League és a Premier League első női asszisztenseként, 2. számú partbíróként tevékenykedhetett. A mérkőzésen Wilkie megsérült, a mérkőzés irányítását a 4. játékvezető Phil Richards vette át.
| Időpont           | Helyszín                | Mérkőzés típusa | Mérkőzés                             | Eredmény | Nézők száma |
| ----------------- | ----------------------- | --------------- | ------------------------------------ | -------- | ----------- |
| 2000. február 27. | Wembley Stadion, London | döntő           | Leicester City FC–Tranmere Rovers FC | 2 – 1    | 74 313      |

### Nemzetközi játékvezetés
Az Angol labdarúgó-szövetség JB terjesztette fel nemzetközi partbírónak/játékvezetőnek, a Nemzetközi Labdarúgó-szövetség (FIFA) 1987–1993 között az asszisztensi keretében, 1993-tól a bírói keretében tartotta nyilván. A FIFA JB központi nyelvei közül a angolt beszéli. Több nemzetek közötti válogatott és klubmérkőzést vezetett, vagy működő társának partbíróként, illetve 4. bíróként segített. A  nemzetközi játékvezetéstől 2000-ben búcsúzott. Nemzetközi mérkőzéseinek száma: 10.

## Sportvezetőként
Az Angol Labdarúgó-szövetség regionális igazgatójaként az északkeleti játékvezetők munkáját vezeti. Dolgozott a Japán labdarúgó-szövetség élvonalbeli játékvezetőinek képzésében. 2003-ban  CONCACAF JB megbízásából nemzetközi játékvezetői kurzust tartott.

## Írásai
2002-ben, George Miller társszerző írásával megjelent A Referee's Storyönéletrajza, ISBN 1-903158-35-4